# Nodar Gabunia
Nodar Kalistratowitsch Gabunia (georgisch ნოდარ გაბუნია; russisch Нодар Калистратович Габуния; * 9. Juli 1933 in Tbilissi, Georgische SSR, UdSSR; † 31. August 2000 in Amsterdam) war ein georgischer Komponist und Pianist.

## Leben
Gabunia studierte ab 1951 am Konservatorium Tiflis, wechselte jedoch im Jahre 1954 ans Moskauer Konservatorium, wo er Klavier bei Alexander Goldenweiser und Komposition bei Aram Chatschaturjan studierte. Nach dem endgültigen Abschluss seiner Studien im Jahre 1962 begann er unverzüglich eine Lehrtätigkeit am Staatlichen Konservatorium in Tiflis. 1966 wurde er Dozent, 1976 Professor und schließlich übernahm er 1984 den Posten des Rektors, welchen er bis zu seinem Tode innehatte. International trat er als Gastdozent am Königlichen Konservatorium in Den Haag in Erscheinung. Gabunia nahm auch eine rege Tätigkeit als Konzertpianist wahr. Daneben war er zeitweise als Funktionär im sowjetischen und georgischen Komponistenverband tätig. Im Laufe seines Lebens erhielt er sowohl georgische als auch internationale Orden und Auszeichnungen. Gabunia starb in Amsterdam, wurde jedoch in seiner Heimatstadt beigesetzt.

## Stil
Gabunias Werke sind stark durch das Streben nach einer originär georgischen Tonsprache geprägt. Er versuchte, die georgische Musik unverfälscht von Romantizismen und europäisierenden Einflüssen wiederzugeben. Hierbei griff er besonders auf die Methoden Béla Bartóks zurück, eines Komponisten, den er sehr schätzte. Gabunia griff auch auf zeitgenössische Stilmittel zurück, blieb aber dennoch ein eher gemäßigt moderner Komponist. Seine Werke fußen auf der erweiterten, modal geprägten Tonalität. Auch neoklassizistische Einflüsse lassen sich in seinem Schaffen nachvollziehen. Charakteristisch ist nicht selten ein konzertantes, virtuoses Element. Gabunia trat gerne mit eigenen Werken auf. Sein Repertoire war recht breit und umfasste neben Werken von Bach und Beethoven auch neuere Musik von Bartók, Prokofjew und anderen.

## Werke
- Orchesterwerke
  - Sinfonie Nr. 1 (1972, rev. 1974)
  - Sinfonie Nr. 2 (1984)
  - Sinfonie Nr. 3 „Sinfonia Gioconda“ für Kammerorchester (1988)
  - Poem-Elegie für Kammerorchester (1963, rev. 1974)
  - Klavierkonzert Nr. 1 (1961)
  - Klavierkonzert Nr. 2 (1976)
  - Klavierkonzert Nr. 3 (1986)
  - Violinkonzert (1981)
  - Bühnen- und Filmmusik
- Vokalmusik
  - „Kwarkare Tutaberi“, Musikkomödie (1973)
  - „Der Baum ächzt“, Musikkomödie (1979)
  - „Die Fabel: Die Baumeister des Dorfes“ für Soli, Sprecher und sieben Instrumente (1964, rev. 1984)
  - Lieder
- Kammermusik
  - Streichquartett Nr. 1 (1979)
  - Streichquartett Nr. 2 (1982)
  - Klaviertrio (1997)
  - „Adscharische Festliche“ für Klaviertrio (1998)
  - Violinsonate (1961)
  - Sonate für Trompete, Klavier und Schlagzeug (1980)
- Klaviermusik
  - Klaviersonate Nr. 1 (1966)
  - Klaviersonate Nr. 2 (1968)
  - Orgelsonate (1987)
  - Sonatina für Klavier (1961)
  - Improvisation und Toccata (1962)
  - kleinere Stücke
  - Stücke für Kinder